# Roderick Kabwe
Roderick Kabwe (ur. 30 listopada 1992 w Ndoli) – zambijski piłkarz grający na pozycji środkowego pomocnika. Od 2023 jest zawodnikiem klubu [[[Zakho FC]].

## Kariera klubowa
Swoją karierę piłkarską Kabwe rozpoczął w klubie Forest Rangers FC. W sezonie 2009 zadebiutował w jego barwach w zambijskiej Premier League. W 2010 roku odszedł do Kabwe Warriors. W 2013 roku zmienił klub i został piłkarzem Zanaco FC. W sezonie 2015 wywalczył z nim wicemistrzostwo Zambii.
Na początku 2017 roku odszedł do południowoafrykańskiego klubu Ajax Kapsztad. W latach 2020–2021 grał w Black Leopards FC, a jesienią 2021 w Zanaco FC. W latach 2022–2023 był graczem Sekhukhune United FC. Latem 2023 przeszedł do irackiego Zakho FC.

## Kariera reprezentacyjna
W reprezentacji Zambii Kabwe zadebiutował 16 maja 2012 w zremisowanym 0:0 towarzyskim meczu z Angolą. W 2015 roku został powołany do kadry na Puchar Narodów Afryki 2015. Był na nim rezerwowym i nie wystąpił w żadnym spotkaniu.